# Mikhaïl Frinovski
Mikhaïl Petrovitch Frinovski (en russe : Михаил Петрович Фриновский ; janvier 1898 – 4 février 1940), tchékiste, est le directeur du GUGB d’avril 1937 à septembre 1938. C'est l’un des principaux responsables de la Grande Terreur.

## Premières années
Mikhaïl Petrovitch Frinovski naît en 1898 dans le village de Narovtchat, dans le gouvernement de Penza. Il est le fils d’un instituteur. Adolescent, il étudie dans une école religieuse. Engagé volontaire en janvier 1916, il sert comme sergent de cavalerie avant de déserter en août de la même année. Proche d’un groupe anarchiste, il prend part à l’assassinat du major-général M. A. Bem.
En septembre 1917, il s’engage dans la Garde Rouge. À la tête de cette unité, il s’empare du Kremlin, étant sévèrement blessé pendant l’assaut.
Dans les premiers mois de 1918, il retourne à la vie civile, et travaille comme administrateur à la clinique Hodynskaya. En juillet 1918, il adhère au Parti communiste bolchevik de Russie et s’engage dans l’Armée rouge. Il dirige alors la Section Spéciale de la Première Armée de Cavalerie, ce qui fait de lui le représentant de la Tchéka au sein de cette unité.  

## Carrière
En 1919, il prend la tête de la Section Spéciale de la Tchéka de Moscou ; il lutte contre les anarchistes et les milices rebelles à Moscou, puis en Ukraine (1920-1922).
De 1922 à 1927, il occupe divers postes de haut rang dans des sections régionales du GPU et de l’OGPU, à Kiev, en Ukraine, dans le Nord-Caucase.  
En 1927, il suit les cours de l’Académie militaire Frounzé. D'août 1930 à avril 1933, il prend la tête de l’OGPU d’Azerbaïdjan. Après la chute de Iagoda en 1936, il devient Vice-Commissaire des Affaires intérieures du Sovnarkom.

## Un artisan de la Grande Terreur
Proche de Nikolaï Iejov, il profite de son ascension en obtenant, en mars 1937, le poste de directeur en chef du  GUGB, ce qui fait de lui l’un des hommes les plus puissants du système policier soviétique. Il élabore et met en œuvre toutes les grandes vagues de répression de la Grande Terreur, signant personnellement un grand nombre d’ordres d’exécution. Il prépare avec Staline et Iejov l'« ordre opérationnel no 00447 » du 30 juillet 1937, qui marque le début officiel des Grandes Purges, et dont l'application se solde par 800 000 arrestations (aboutissant à 400 000 condamnations à mort et 400 000 condamnations à des peines de 10 ans de camp).
L'ordre no 00447 prévoyant l'exécution de 10 000 prisonniers du Goulag, Frinovski envoie le 5 août 1937 la circulaire secrète no 409, attribuant aux chefs des principaux camps de travail un quota d'exécutions : 800 pour l'ensemble BBK (Baltique-Mer Blanche), 800 pour le Siblag, 500 pour le système de Vorkouta, etc.
Mais dès septembre 1938, il suit Iejov dans sa chute. Pour le couper de ses réseaux de pouvoir, Staline le limoge, lui confiant le poste de commissaire du peuple aux Affaires navales. Frinovski est emprisonné le 6 avril 1939, accusé de mener des activités subversives au sein du NKVD. Il est exécuté le 4 février 1940 par le bourreau Vassili Blokhine, deux jours après l'exécution de Iejov.